# Messier 26
Messier 26 (také M26 nebo NGC 6694) je otevřená hvězdokupa v souhvězdí Štítu. Objevil ji Charles Messier 20 července 1764. Její vzdálenost od Země je 5 400 světelných let a stáří přibližně 180 milionů let.

## Pozorování

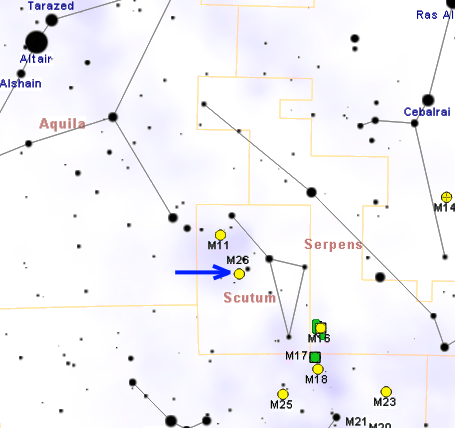
Poloha M 26 v souhvězdí Štítu

M26 je možné poněkud obtížně najít ve střední části souhvězdí přibližně 1° jihovýchodně od hvězdy δ Sct a leží v bohatém hvězdném poli, protože tímto směrem leží velká hvězdná oblaka Mléčné dráhy, což je další překážka k jejímu nalezení. Velmi obtížně je viditelná i triedrem 10x50, ve kterém vypadá jako prostá mlhavá skvrnka. Dalekohled o průměru 120 - 150 mm ji příliš nepomůže rozložit na jednotlivé hvězdy, k tomu je zapotřebí přístroj o průměru alespoň 200 až 250 mm, pomocí kterého je možné pozorovat několik desítek hvězd a při průměru 300 mm je to nanejvýš 50 hvězd.
2° severovýchodně od hvězdokupy leží kulová hvězdokupa NGC 6712 a 3,5° severovýchodně bohatá otevřená hvězdokupa Divoká kachna (M11).
M26 je možno jednoduše pozorovat z většiny obydlených oblastí Země, protože má dostatečně nízkou jižní deklinaci. Přesto je těžko pozorovatelná v některých částech severní Evropy a Kanady, tedy za polárním kruhem, ale ve střední Evropě již vychází poněkud výše nad obzor. Na jižní polokouli je hvězdokupa dobře viditelná vysoko na obloze během jižních zimních nocí a v jižní části tropického pásu je možno ji vidět přímo v zenitu. Nejvhodnější období pro její pozorování na večerní obloze je od června do října.

## Historie pozorování
Hvězdokupu M26 objevil Charles Messier 20. července 1764 a popsal ji takto: "Hvězdokupa blízko hvězd Éta a Omikron v souhvězdí Antinoa (Alfa a Delta Štítu), mezi kterými je jedna ještě jasnější… Tato hvězdokupa neobsahuje žádnou mlhovinu." Někteří badatelé ovšem její nalezení přisuzují Le Gentilovi před rokem 1750. John Herschel ji popsal jako hvězdokupu bohatou na hvězdy až do 15. magnitudy.

## Vlastnosti
Při uvažovaném zdánlivém průměru 15' a vzdálenosti od Země 5 000 světelných let má M26 skutečný průměr kolem 22 světelných let. Její nejjasnější hvězda má zdánlivou jasnost 11,9 a je spektrálního typu B8. Hvězdokupa může mít kolem stovky členů a její stáří se odhaduje na 180 milionů let.
Jednou zajímavou vlastností M26 je oblast s nízkou hustotou hvězd poblíž středu, která je pravděpodobně způsobena tmavým mračnem, které při pohledu ze Země tuto část hvězdokupy zakrývá.